# Spin (álbum de Spin)
Spin es el primer álbum de estudio de la banda holandesa de jazz rock de Spin. Fue publicada en 1976 y alcanzó el puesto #6 en la lista de álbumes de Países Bajos.

## Rendimiento comercial
Spin fue fundada en 1976 por exmiembros de la banda de rock sinfónico Ekseption, que hizo una pausa en 1975 debido a problemas internos. Ese mismo año se lanzó el único sencillo del álbum, «Grasshopper». La canción fue bien recibida por el público, logrando llegar al Billboard Hot 100, donde estuvo dos semanas en el puesto #95.
El álbum debutó en el número 11 en la lista de álbumes de Países Bajos durante la semana del 3 de abril de 1976. La semana siguiente, el álbum subió al número 6 y se mantuvo en esa posición durante 2 semanas.

## Lista de canciones
| Lado uno |                                         |          |  |
| N.º      | Título                                  | Duración |  |
| 1.       | «Grasshopper» (Hans Jansen, Jan Vennik) | 4:39     |  |
| 2.       | «Spinning» (Jan Hollestelle)            | 4:03     |  |
| 3.       | «Excenter» (Vennik)                     | 5:18     |  |
| 4.       | «Sea and Seasons» (Hans Hollestelle)    | 4:57     |  |

| Lado dos |                                             |          |  |
| N.º      | Título                                      | Duración |  |
| 1.       | «Little Bitch» (H. Hollestelle)             | 4:57     |  |
| 2.       | «Sunday Afternoon's Dream» (J. Hollestelle) | 4:57     |  |
| 3.       | «Flat Tyre» (H. Hollestelle)                | 4:37     |  |
| 4.       | «Beautiful Queenie» (Jansen)                | 3:32     |  |

## Créditos y personal
Créditos adaptados desde las notas de álbum de Spin.
Spin
- Rein van den Broek – trompeta, fliscorno
- Jan Vennik – flauta
- Hans Jansen – teclados
- Hans Hollestelle – guitarra, sintetizador
- Jan Hollestelle – guitarra bajo, sintetizador, violonchelo, piano
- Cees Kranenburg – batería, percusión

Personal técnico
- John Sonneveld – producción
- Spin – producción
- Chris Duinmeijer – diseño de portada

## Posicionamiento
| Gráfica (1976)               | Pico de posición |
| ---------------------------- | ---------------- |
| Países Bajos (Album Top 100) | 6                |